# Tratado de Stolbovo
O Tratado de Stolbovo foi um tratado de paz de 1617 que encerrou a Guerra Ingriana, entre o Império Sueco e o Czarado da Rússia.
Após quase dois meses de negociações, representantes da Suécia e da Rússia se encontraram na vila de Stolbovo, a sul do lago Ladoga, em 27 de fevereiro de 1617.
Como resultado do tratado de paz, o czar russo e o rei sueco Gustavo Adolfo assinaram os seguintes termos:
- A Suécia ganhou a província e fortaleza de Kexholm (Käkisalmi) (atualmente Priozersk) e a província da Íngria - incluindo a fortaleza de Nöteborg, conhecida como "a chave para a Finlândia" (atualmente Shlisselburg, Rússia);
- Membros das classes mais altas nestas áreas conquistadas foram permitidos migrar dentro de 14 dias, se assim desejassem. Este direito não foi concedido a padres e fazendeiros comuns;
- A Rússia renunciou qualquer reivindicação ao Estônia e Livônia;
- A Rússia pagaria a Suécia uma indenização de guerra de 20 000 rublos;
- Novgorod e outros ganhos territorial da Suécia durante a guerra seriam devolvidos à Rússia;
- A Suécia teve o direito de manter todas as pilhagens de guerra obtidas antes de 20 de novembro de 1616;
- A cidade russa de Gdov permaneceria sob controle sueco até a paz ser estabelecida nas novas fronteiras fixadas;
- A Suécia reconheceu Miguel Romanov como o legítimo czar da Rússia, colocando um fim as suas pretensões na Rússia;
- À Rússia foi permitido o livre comércio com tarifas comerciais normais, ficando acertado que a Suécia não poderia bloquear a Rússia completamente;
- À Rússia foi permitido estabelecer escritórios comerciais em Estocolmo, Reval (Talin) e Vyborg em troca da Suécia estabelecer escritórios em Novgorod, Pskov e Moscou.